# Rivière Bellerive
Rivière Bellerive är ett vattendrag i Kanada.   Det ligger i provinsen Québec, i den sydöstra delen av landet, 290 km norr om huvudstaden Ottawa. Rivière Bellerive ligger vid sjöarna  Lac Dandurand och Lac Niverville.
I omgivningarna runt Rivière Bellerive växer i huvudsak blandskog. Trakten runt Rivière Bellerive är nära nog obefolkad, med mindre än två invånare per kvadratkilometer.